# Шелезяка

Абориген Шелезяки (слева) и птица говорун (справа) в представлении автора м/ф «Тайна Третьей планеты» Романа Качанова

Шелезя́ка — вымышленная планета роботов галактики Млечный Путь в произведениях Кира Булычёва. Впервые упоминается в повести «Путешествие Алисы» (1971—1974), по которой снят мультфильм Романа Качанова «Тайна третьей планеты».
На примере планеты Шелезяка Кир Булычёв в первый раз в своём творчестве затронул тему «противостояния техники и живой природы». В своих последующих произведениях («Ржавый фельдмаршал», «Сыщик Алиса») он ещё несколько раз обращался к этой проблеме, «переводя» на язык детской сказки образы и мотивы «взрослой» научной фантастики.
Созданный писателем образ породил его разнообразное использование в культуре, журналистике, коммерческих проектах. Так, на планете Шелезяка проходит часть игрового процесса компьютерных игр «Путешествие Алисы» и «Тайна третьей планеты».

## Местоположение и история
Шелезяка расположена в отдалённой части нашей Галактики, в стороне от космических трасс, недалеко от планеты Шешинеру (несколько дней лёта на земном космолёте). Открыта фиксианской экспедицией. Рейсов на планету нет, её космодром всегда пылен и пустынен. За четыре года планету посетил только один визитёр — космический пират Крыс под видом доктора Верховцева.
Первоначально планета была без разумной жизни, но с атмосферой, водой, растительностью и животными. Также на планете имелись моря, горы и полезные ископаемые. Много лет назад по земному летоисчислению на ней разбился автоматический космический корабль с универсальными служебными роботами, которые пережили крушение и сумели обжиться на планете. Роботы развивали на ней свою инфраструктуру, которая в основном свелась к тому, что роботы строили заводы, на которых изготовлялись другие роботы, а те, в свою очередь, строили аналогичные заводы.
В конечном итоге атмосфера и полезные ископаемые на планете были «израсходованы»: кислород сожжён в топках, ископаемые ушли на производство новых роботов, а воду роботы израсходовали на охлаждение механизмов и двигателей. Живой мир планеты погиб.
В результате их деятельности к 2080-м годам Шелезяка стала представлять собой ровный серый шар, без гор, воздуха и океанов, с покрытой пылью поверхностью.
Знаменитая цитата из Справочника планет:

Полезных ископаемых нет. Воды нет. Растительности нет. Населена роботами.

Данная фраза популярна для шуточной характеристики безжизненных планет.

## Аборигены
Планету населяет металлическая культура «весьма низкого» уровня. Жители — потомки роботов устаревших типов, давно снятых (к 2080 го́ду) с производства, с разбившегося космического корабля, образовавшие за много лет единую машинную цивилизацию. Универсальные роботы потерпевшего аварию космолёта предназначались как для работ в открытом космосе, так и на планетах и под их поверхностью.
Ростом роботы несколько менее человека; тяжёлые, прочные и долговечные (строились «на века»); любят давать советы; если работа позволяет, сидят или лежат. Отличаются прямодушием, однако капризны и обидчивы. На лбу каждого жителя горит индикаторная лампочка. Лакомством для аборигенов является подсолнечное масло.
Мастеровиты, умеют мастерски обращаться с металлом: сделали раненому Говоруну металлическое крыло, которое профессор Селезнёв долго не отличал от настоящего, пока об этом не сказали. На металлическом крыле говорун даже пролетел межзвёздное расстояние от Шелезяки до родной планеты Блук.
Цивилизация примитивно-техническая, не компьютеризованная. Сельское хозяйство полностью отсутствует.

## Флора и фауна
Растительный мир полностью исчез вместе с атмосферой.
Сведения о животном мире планеты неполны, поскольку на ней побывала только одна земная экспедиция профессора Селезнёва, да и та на следующий день улетела. По сведениям жителей планеты, все местные животные вымерли, поскольку им нечего стало есть и нечем дышать.

### Робото-звери
На планете обитают железные робозверята (роботные животные, робото-звери) небольшого размера, в основном на колёсиках, которых на других известных планетах больше нигде нет.
Механические звери были созданы как замена местной фауне, когда из-за деятельности цивилизации роботов она вымерла. Когда исчезли живые животные, аборигены сделали искусственных — «довольно страшненькой» внешности. Затем на планете закончились полезные ископаемые, и робозверушек стали использовать как запчасти для самих роботов. Робозвери почувствовали опасность, сбежали и стали полудикими. Поддаются одомашниванию: Алиса Селезнёва быстро, за один день, приручила робокошку.
Делятся на две основные группы: одни имеют сходство с мышами, другие с кошками. Передвигаются с помощью маленьких колёс. Умеют издавать звуки и пищать; робокошки лижут своих хозяев языком как настоящие.

## Повесть «Путешествие Алисы»
Планете полностью посвящена тринадцатая глава повести «Путешествие Алисы».

## Мультфильм «Тайна Третьей планеты»
Робота с планеты Шелезяка озвучивал Владимир Кенигсон.
Сюжет мультфильма был изменён по сравнению с повестью. В повести у роботов в смазке завелись бактерии, которые превращают масло в наждачный раствор, а в мультфильме им подсыпали алмазную пыль.

## Использование образа в культуре, журналистике, коммерческих проектах

### Игра «Тайна Третьей планеты»
Планете Шелезяка посвящено десятое задание компьютерной игры «Тайна Третьей планеты». Игра выпущена в 2005 году компанией «Акелла» и сделана в жанре аркады. Целью задания является вылечить роботов от эпидемии, вызванной Крыссом. Алиса Селезнёва должна успеть при помощи маслёнки починить роботов за ограниченное время. Когда кончается масло, Алиса должна набрать его у Зелёного из канистры.

### Игра «Путешествие Алисы»
На планете Шелезяка происходит действие эпизода игры «Путешествие Алисы», разработанной компанией «Step Creative Group» и выпущенной компанией «Акелла» в 2005 году. Игра создана в жанре квеста.
Алиса в этом эпизоде разговаривает с роботом-диспетчером, находит причину заболевания и при помощи биоаптечки и машинного масла лечит его.

### Прочие примеры использования
- По мотивам планеты и живущих на ней робозверей созданы графические работы — в частности, цикл карикатур С. Корсуна 2006 года[8].
- Согласно частотному анализу современного «Русского ассоциативного словаря», слово «планета» ассоциируется со словом «Шелезяка» у 0,93 % респондентов[9].